# Gesamtministerium Gradnauer II

Dr. Georg Gradnauer

Das Kabinett Gradnauer II bildete vom 14. März 1919 bis 4. Mai 1920 die Landesregierung von Sachsen. 
| Amt                  | Name                                                                                     | Partei      |
| -------------------- | ---------------------------------------------------------------------------------------- | ----------- |
| Ministerpräsident    | Georg Gradnauer bis 22. April 1920                                                       | SPD         |
| Inneres              | Georg Gradnauer bis 21. März 1919 Karl Otto Uhlig                                        | SPD         |
| Finanzen             | August Emil Nitzsche bis 6. Oktober 1919 Emil Nitzschke bis 6. April 1920 Peter Reinhold | SPD DDP DDP |
| Justiz               | Rudolf Harnisch                                                                          | SPD         |
| Militär              | Gustav Neuring ermordet 12. April 1919 Bruno Kirchhof ab 26. April 1919                  | SPD         |
| Wirtschaft           | Albert Schwarz                                                                           | SPD         |
| Arbeit und Wohlfahrt | Max Heldt                                                                                | SPD         |
| Kultus               | Wilhelm Buck bis 6. Oktober 1919 Richard Seyfert                                         | SPD DDP     |